# Hoplostines
Hoplostines es un género de escarabajos  de la familia Chrysomelidae. En 1890 Blackburn describió el género. Contiene las siguientes especies:
- Hoplostines elegans (Blackburn, 1890)
- Hoplostines laporteae (Weise, 1923)
- Hoplostines mastersi (Blackburn, 1896)